# Exeter (Ontario)
Pour les articles homonymes, voir Exeter (homonymie).
Exeter est une communauté de l'Ontario située dans le comté de Huron.
Exeter a été fondé initialement en 1832 par des irlandais. En 1853, Exeter devient une communauté de plus de 300 personnes.
Sa population était de 4,649 habitants en 2016